# 台湾総督府交通局逓信部
座標: 北緯25度02分23.95秒 東経121度30分38.85秒 / 北緯25.0399861度 東経121.5107917度

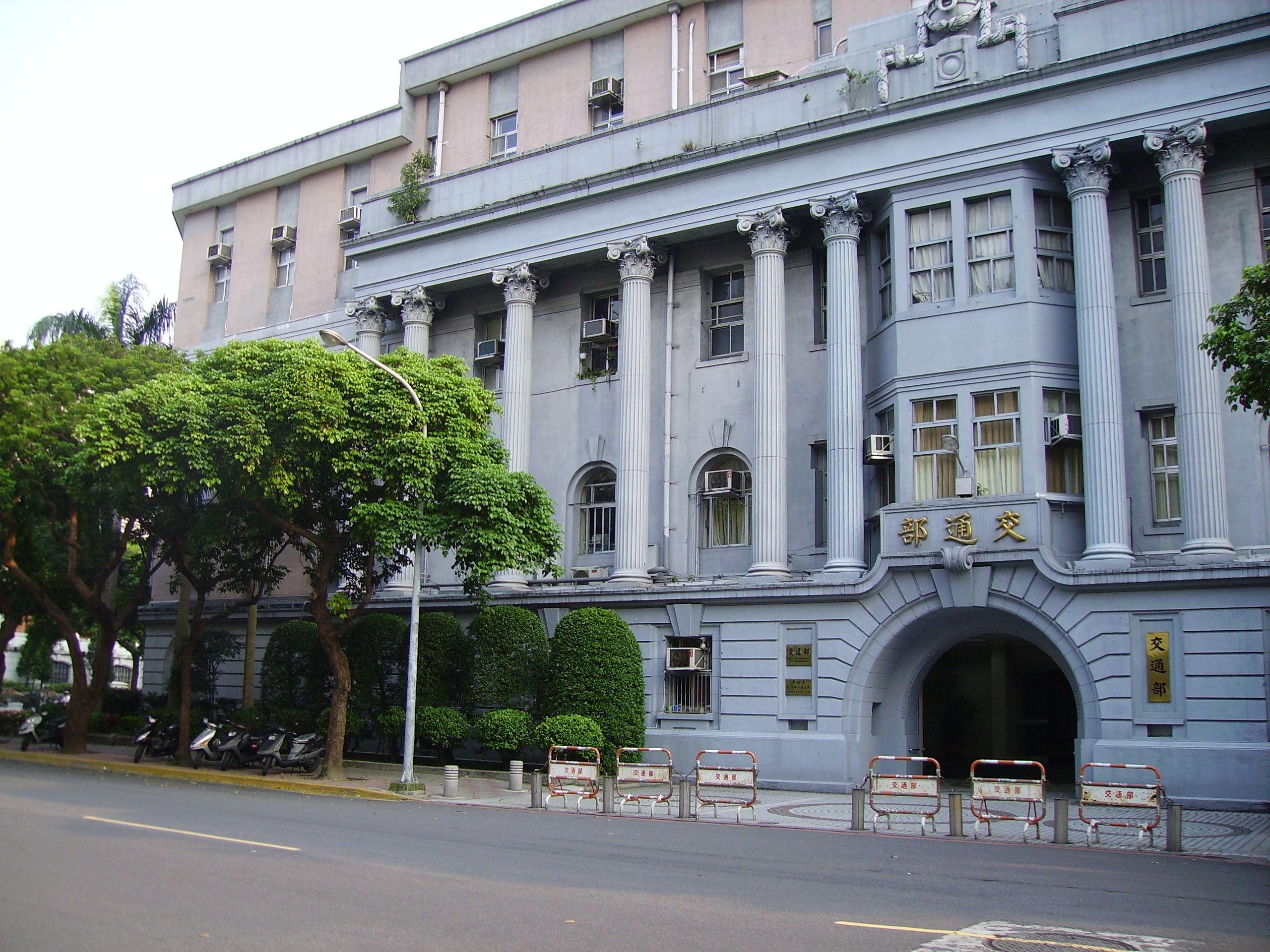
台湾総督府交通局逓信部の庁舎

台湾総督府交通局逓信部（たいわんそうとくふ こうつうきょく ていしんぶ、繁体字中国語: 
臺灣總督府交通局遞信部）は、日本統治時代の台湾において、台湾総督府に設置された内部部局。交通局に属し、郵便および電信について責任を負った。

## 庁舎
逓信部が使用していた庁舎は台北市中正区長沙街1段2號に位置する。1925年に建設され、中華民国文化財保護法により県市級古跡に指定されている。1956年から2006年11月までの間は中華民国交通部の本部が設置されていた。2006年に交通部が移転した後、2010年4月まで国史館として使用された。